# Виддрингтония
Виддрингтония (лат. Widdringtonia) — род хвойных деревьев семейства Кипарисовые (Cupressaceae).

## Виды
По информации базы данных The Plant List (на июль 2016) род включает 4 вида:
- Widdringtonia nodiflora (L.) E.Powrie
- Widdringtonia schwarzii (Marloth) Mast. — Виддрингтония Шварца
- Widdringtonia wallichii Endl. ex Carrière
- Widdringtonia whytei Rendle — Виддрингтония Уайта